# Nigéria nos Jogos Paralímpicos de Verão de 2004
Nigéria participou dos Jogos Paralímpicos de Verão de 2004, que foram realizados na cidade de Atenas, na Grécia, entre os dias 17 e 28 de setembro de 2004.
A delegação conquista doze medalhas (5 ouros, 4 pratas, 3 bronzes) nesta edição das Paralimpíadas.